# Schoenionta necydaloides
Schoenionta necydaloides är en skalbaggsart som först beskrevs av Francis Polkinghorne Pascoe 1867.  Schoenionta necydaloides ingår i släktet Schoenionta och familjen långhorningar.
Artens utbredningsområde är Sulawesi. Inga underarter finns listade i Catalogue of Life.